# 李誠雅
李 誠雅（リ・ソンア、朝: 리성아、1999年6月22日 - ）は、大阪府出身の女子サッカー選手。サンフレッチェ広島レジーナ所属。ポジションはフォワード。大阪生まれ大阪育ちの在日朝鮮人3世で、朝鮮民主主義人民共和国籍を所有する。

## 来歴

### ユース
セレッソ大阪堺ガールズを経て、2018年に日本体育大学（日体大FIELDS横浜）へ入学。1年生時から出場機会を得ていたが、怪我に悩まされることも多く、3年時に左脚脛骨疲労骨折の負傷のため長期間ピッチに立つことが出来なかった。
翌2021年シーズンは背番号10を背負いキャプテンとして第8節までに5得点をあげ好調を維持していたが、同年5月23日のなでしこリーグ1部・第9節のスフィーダ世田谷FC戦で負傷し、右膝前十字靭帯断裂及び半月板損傷の診断を受け、長期離脱を余儀なくされ以降の公式戦での出場はなかった。

### シニア
2022年、日体大卒業後も怪我が完治せずリハビリに費やし、翌2023年シーズン途中に日体大SMG横浜のメンバーに再登録された。
2024年1月にサンフレッチェ広島レジーナに加入した。同年4月14日に行われた2023-24 WEリーグ・第14節のマイナビ仙台レディース戦にて、後半81分から途中出場しWEリーグデビューすると84分に決勝ゴールとなるWEリーグ初得点を決めた。

### 代表
2016年にU-17北朝鮮女子代表として、ヨルダンで開催されたFIFA U-17女子ワールドカップの代表メンバーに在日朝鮮人の女子選手として初めて選ばれた。大会では決勝でU-17日本女子代表を倒し優勝したチームに貢献した。

## 個人成績

### クラブ
| クラブ                     | シーズン | リーグ         | 背番号 | リーグ戦 | リーグ戦 | カップ戦 | カップ戦 | リーグ杯 | リーグ杯 | AFC  | AFC  | 合計 | 合計 |
| クラブ                     | シーズン | リーグ         | 背番号 | 出場     | 得点     | 出場     | 得点     | 出場     | 得点     | 出場 | 得点 | 出場 | 得点 |
| -------------------------- | -------- | -------------- | ------ | -------- | -------- | -------- | -------- | -------- | -------- | ---- | ---- | ---- | ---- |
| セレッソ大阪堺レディース   | 2015     | チャレンジWEST | 15     | 7        | 0        | -        | -        | —        | —        | —    | —    | 7    | 0    |
| セレッソ大阪堺レディース   | 2016     | なでしこ2部    | 15     | 2        | 0        | 0        | 0        | 2        | 0        | —    | —    | 4    | 0    |
| セレッソ大阪堺レディース   | 2017     | なでしこ2部    | 15     | 7        | 1        | 0        | 0        | 2        | 0        | —    | —    | 9    | 1    |
| セレッソ大阪堺レディース   | 通算     | 通算           | 通算   | 16       | 1        | 0        | 0        | 4        | 0        | 0    | 0    | 20   | 1    |
| 日体大FIELDS横浜           | 2018     | なでしこ1部    | 20     | 13       | 1        | 2        | 0        | 6        | 0        | —    | —    | 21   | 1    |
| 日体大FIELDS横浜           | 2019     | なでしこ1部    | 20     | 12       | 3        | 3        | 1        | 2        | 0        | -    | -    | 17   | 4    |
| 日体大FIELDS横浜           | 2020     | なでしこ1部    | 9      | 0        | 0        | 0        | 0        | —        | —        | —    | —    | 0    | 0    |
| 日体大FIELDS横浜           | 2021     | なでしこ1部    | 10     | 9        | 5        | 0        | 0        | —        | —        | —    | —    | 9    | 5    |
| 日体大SMG横浜              | 2023     | なでしこ1部    | 40     | 6        | 4        | 4        | 2        | —        | —        | —    | —    | 10   | 6    |
| 日体大SMG横浜              | 通算     | 通算           | 通算   | 40       | 13       | 9        | 3        | 8        | 0        | 0    | 0    | 57   | 16   |
| サンフレッチェ広島レジーナ | 2023-24  | WE             | 30     | 9        | 2        | -        | -        | 0        | 0        | -    | -    | 9    | 2    |
| サンフレッチェ広島レジーナ | 2024-25  | WE             | 30     | 14       | 3        | 2        | 0        | 5        | 1        | -    | -    | 21   | 4    |
| サンフレッチェ広島レジーナ | 2025/26  | WE             | 30     |          |          |          |          |          |          | -    | -    |      |      |
| サンフレッチェ広島レジーナ | 通算     | 通算           | 通算   | 23       | 5        | 2        | 0        | 5        | 1        | 0    | 0    | 30   | 6    |
| 通算                       | 日本     | 日本           | 1部    | 48       | 9        | 7        | 1        | 13       | 1        | 0    | 0    | 68   | 11   |
| 通算                       | 日本     | 日本           | 2部    | 24       | 10       | 4        | 2        | 4        | 0        | 0    | 0    | 32   | 12   |
| 通算                       | 日本     | 日本           | 3部    | 7        | 0        | 0        | 0        | 0        | 0        | 0    | 0    | 7    | 0    |
| 総通算                     | 総通算   | 総通算         | 総通算 | 79       | 19       | 11       | 3        | 17       | 1        | 0    | 0    | 107  | 23   |

- 日本女子サッカーリーグ
  - 初出場 - 2015年4月5日 チャレンジリーグWEST 第1節 バニーズ京都SC戦 (J-GREEN堺S1メインフィールド)[6]
  - 初得点 - 2017年5月14日 なでしこリーグ2部 第8節 スフィーダ世田谷FC戦 (味の素スタジアム西競技場)[6]

- WEリーグ
  - 初出場 - 2024年4月14日 第14節 マイナビ仙台レディース戦 (味の素フィールド西が丘)[7]
  - 初得点 - 2024年4月14日 第14節 マイナビ仙台レディース戦 (味の素フィールド西が丘)[7]

### 代表

#### 主な出場大会
- U-17朝鮮民主主義人民共和国女子代表
  - 2016年 - 2016 FIFA U-17女子ワールドカップ

## タイトル

### クラブ
- サンフレッチェ広島レジーナ
  - WEリーグカップ: 1回 （2024-25）

### 代表
- U-17朝鮮民主主義人民共和国女子代表
  - FIFA U-17女子ワールドカップ: 1回 （2016）